# ملیسا ستا
ملیسا ستا (زاده ۷ فوریه ۱۹۸۶) مجری تلویزیون اهل ایتالیا است. او یک نمایشنامه نویس در سری سمفونی ایتالیایی Striscia la notizia بود. ستا در مجله Maxim ظاهر شده و در لباس شنا 2010 Sport Illustrated شناخته شده‌است. ستا در ایتالیا زندگی می‌کند و کار می‌کند.
وی همسر کوین پرینس بواتنگ می‌باشد.